# Campanula lingulata
Campanula lingulata är en klockväxtart som beskrevs av Franz de Paula Adam von Waldstein-Wartemberg och Pál Kitaibel. Campanula lingulata ingår i släktet blåklockor, och familjen klockväxter. Inga underarter finns listade i Catalogue of Life.

## Bildgalleri

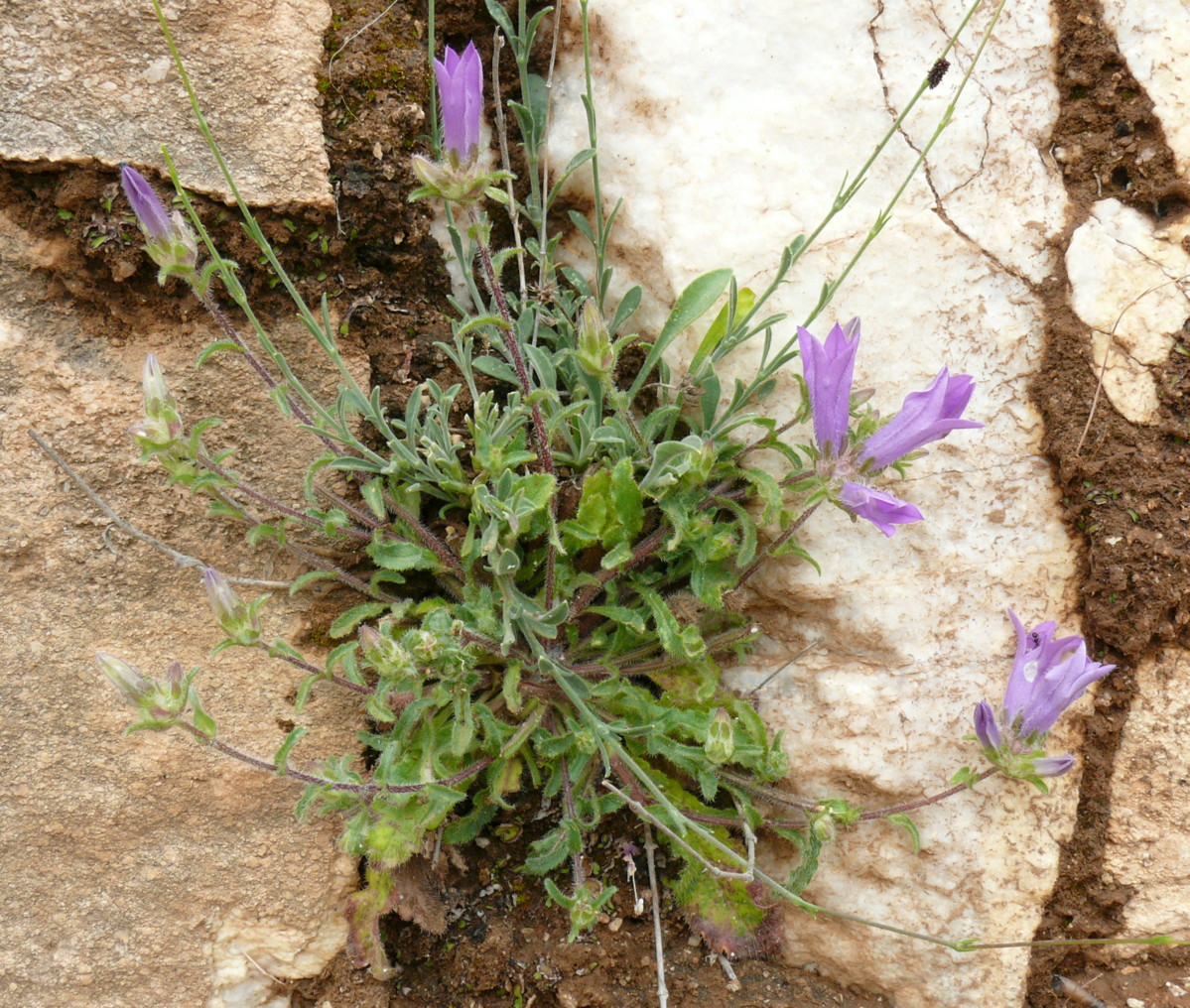